# میل جنسی در نوجوانی
کشش جنسی در نوجوانی، مرحله‌ای از رشد انسان است که در طی آن فرد نوجوان در پی تجربهٔ احساسات جنسی می‌رود. در دوران بلوغ این جستجوی جنسی شدت می‌یابد و به بخش مهمی از زندگی نوجوان تبدیل می‌شود. کشش جنسی در انسان به روش‌های گوناگونی ظاهر می‌شود و بسته به هنجار، عرف، نظارت اجتماعی، گرایش جنسی و آموزش‌هایی که افراد دیده‌اند می‌تواند متفاوت باشد‌. بیماری‌های آمیزشی و بارداری ناخواسته از جمله خطراتی است که کشش جنسی در نوجوانی با خود به همراه دارد.

## ایجاد کشش جنسی

سن مجاز برای داشتن رابطهٔ جنسی در سراسر جهان
– سن بلوغ
– کمتر از ۱۲
– ۱۲
– ۱۳
– ۱۴
– ۱۵
– ۱۶
– ۱۷
– ۱۸
– ۱۹
– ۲۰
– ۲۱+
– بسته به ایالت، استان یا منطقه متفاوت است
– پس از ازدواج
– قانونی وجود ندارد
– داده ای در دسترس نیست

کشش جنسی با بلوغ، آغاز می‌شود. در این دوران هورمون‌هایی از غدهٔ هیپوتالاموس ترشح می‌شود که باعث تکامل اندام‌های جنسی افراد می‌گردد؛ سطح آندروژن و استروژن در فرد بالا می‌رود و بر طرز فکر و زندگی نوجوان اثر می‌گذارد.
در دخترها بلوغ معمولاً به شکل طبیعی رخ می‌دهد اما اگر نشانه‌های زیر در نوجوان دختر دیده شود باید وضعیت فرد مورد توجه قرار گیرد:
- قاعدگی‌های دردناک
- درد مزمن در ناحیهٔ لگن
- پرده بکارت تنگ یا کاملاً بسته
- کاستی‌های جسمی احتمالی[۲]

## رفتار

### مطالعهٔ فعالیت جنسی
در ۱۹۹۶ در پژوهشی که بر روی دخترها و پسرهای نوجوان صورت گرفت معلوم شد که دخترهای نوجوان نسبت به پسرهای نوجوان کمتر دربارهٔ اینکه رابطهٔ جنسی داشته‌اند یا خیر صحبت می‌کنند. اما در میان دخترها و پسرهایی که رابطهٔ جنسی را تجربه کرده‌اند نسبت شمار دخترها و پسرها یکسان است. همچنین کنترل بر روی دخترها نسبت به پسرها بیشتر است و دخترها بر این باورند که راحت‌تر می‌توانند خود را کنترل کنند و نسبت به تأثیر رابطهٔ جنسی بر روی اهداف و آینده‌شان نظر منفی تری دارند. در حالت کلی احساس فشار در میان پسرها بسیار بیشتراز دخترها است.

### پیشگیری از بارداری
در پژوهشی که در سال ۲۰۰۲ در اروپا بر روی نوجوانان ۱۵ سالهٔ ۲۴ کشور جهان صورت گرفت معلوم شد که بیشتر آن‌ها رابطهٔ جنسی از نوع دخول را تجربه نکرده‌اند و ۸۲ درصد از آنهایی که تجربه کرده‌اند از وسایل پیشگیری از بارداری استفاده کرده‌اند.
خطر افسردگی برای دخترهایی که از قرص‌های ضدبارداری با ترکیب استروژن و پروژسترون استفاده می‌کنند ۸۰ درصد بیشتر از دیگران است و آنهایی که تنها از قرص‌های پروژسترونی استفاده می‌کنند ۱۲۰ درصد احتمالی افسردگی دارند. اما خطر افسردگی برای دخترهایی که از روش‌های غیر خوراکی پیشگیری استفاده می‌کنند حدود سه برابر است.